# ヴィヨサ・オスマニ
ヴィヨサ・オスマニ（アルバニア語:Vjosa Osmani-Sadriu、1982年5月17日 - ）は、コソボの政治家、法学者。同国大統領（第6代）。同国では、2人目の女性大統領となる。

## 経歴
ユーゴスラビア分断前の田舎町、ミトロヴィツァで4人兄弟の一人として誕生。プリシュティナ大学で学士号を、ピッツバーグ大学では修士号を取得した。
2009年8月27日には、当時の大統領であったファトミル・セイディウの参謀に選出され、法律顧問や外交政策顧問も務めた。当時の党首だったイーサ・ムスタファと対立し、コソボ民主党との連立政権になったことに際して、批判する。2019年の議会選挙では首相の座を巡って、ヴェテヴェンドシェ!のアルビン・クルティ候補と争ったが、敗北した。2020年にはコソボ民主連盟を離党。
2021年には、彼女は議会で大統領に選出された。就任後の公約として、セルビアとの関係正常化や戦争犯罪を犯した人への処罰を望んでいることを掲げた。同年4月4日に大統領の就任宣誓を行った。

## 私生活
2012年に結婚した外務省職員のプリンドン・サドリューとの間に、双子の娘を儲けた。アルバニア語、英語、セルビア語、トルコ語、スペイン語が堪能である。